# Hadena ectrapela
Hadena ectrapela là một loài bướm đêm trong họ Noctuidae.